# Czesław Gawlik
Czesław Gawlik (ur. 12 października 1930 w Rybniku, zm. 15 marca 2017) – polski pianista i aranżer, popularyzator jazzu w Polsce.

## Życiorys
W młodości uprawiał wyczynowo siatkówkę, a także grał w tenisa oraz odnosił sukcesy w szermierce. W okresie nauki w szkole podstawowej pobierał również prywatne lekcje gry na akordeonie i uczył się w szkole muzycznej w Rybniku. Na przełomie lat 50. i 60. XX wieku uczył się w Studium Muzycznym Wojewódzkiego Ośrodka Kultury w Katowicach. Ukończył także Studium Kultury i Oświaty Dorosłych w Warszawie. W 1953 podjął pracę w Zasadniczej Szkole Zawodowej w Rybniku, zaś w 1955 w rybnickim Domu Kultury "Ryfama", gdzie w ciągu trzydziestu lat pracy był instruktorem, a następnie dyrektorem tejże placówki. Jako muzyk początkowo był związany z Zespołem Pieśni i Tańca Szkół Górniczych, a następnie jako  kierownik z kwintetem rytmicznym przy Domu Kultury "Ryfama". W 1957 założył zespół jazzowy "Septymy", a w 1959 zespół Kwintet Swingowy z którym koncertował również w czechosłowackiej Ostrawie, a także występował na Festiwalu Jazz Jamboree w Warszawie.
W 1959 zaangażowany był w tworzenie rybnickiej filii Śląskiego Jazz Clubu. W latach 1982–1987 prowadził grupę jazzu tradycyjnego South Silesian Brass Band, zaś w latach 1987–1989, Orkiestrę Rozrywkową Rybnicko-Jastrzębskiego Gwarectwa Węglowego. Od 1962 aż do lat 80. XX wieku współorganizował rybnickie festiwale jazzowe, z których wyrósł odbywający się od tamtej pory Silessian Jazz Meeting.
Zmarł po długiej chorobie 15 marca 2017 i 20 marca został pochowany na cmentarzu przy ul. Rudzkiej w Rybniku.